# Tomàs Molina
Tomàs Manel Molina i Bosch (Badalona, Barcelona, España, 26 de septiembre de 1963) es un meteorólogo y presentador de televisión español.

## Biografía
En 1979, con 16 años de edad, era presentador de un programa infantil en Ràdio Ciutat de Badalona, al tiempo que era miembro del grupo de animación infantil "Julivert" hasta el año 1987. Entonces cerraba un ciclo en el que compaginó la tarea de monitor de adolescentes durante más de 10 años en Badalona. Durante su juventud también formó parte del grupo "Jegnat" el cual participó en la grabación del disco "Cinc cèntims d'or" con la canción "I, demà què", la primera de la cara B.
El 25 de abril de 1987 entró a trabajar en Televisión de Cataluña -donde es personal fijo de plantilla- y dos meses después, el 30 de junio, finalizó la licenciatura en Física por la Facultad de Física de la Universidad de Barcelona. Fue meteorólogo sénior de los Servicios Audiovisuales de Meteorología (SAM), de Activa Multimedia Digital (1997-2008). El SAM producía los canales temáticos de meteorología, Canal Méteo y Teletiempo, además de aplicaciones interactivas y meteorología para redes de satélite, telefonía y revista. 
Fue el meteorólogo por las noches dentro del programa La nit al dia (2002-2008) presentado y dirigido por Mònica Terribas. También ha presentado y dirigido reportajes de divulgación sobre el cambio climático y riesgos ambientales. Desde el 20 de abril de 2009hasta el 21 de julio del 2017, presentó y dirigió el programa Espai Terra, con temática sobre la meteorología, la naturaleza y el medio ambiente en general, que ha recibido varios premios.
A nivel internacional ha sido presidente de la Asociación Internacional de Profesionales de la Meteorología (IAMB) y fue también presidente del Climate Broadcasters Network – Europe de la Comisión Europea sobre la Comunicación del Cambio Climático. 
A nivel regional es miembro del Consejo de Administración del Servicio Meteorológico de Cataluña (SMC) y fue presidente del Consejo Catalán de Comunicación Científica, C4, entre 2005 y 2017. También es profesor de Pronóstico Meteorológico del Máster de Meteorología de la Facultad de Física de la Universidad de Barcelona desde 2010 y ha sido comisario de las exposiciones "Apropa't a la Ciència" y de "Activa't!" que se pudieron ver en el Palacio Robert y de "Protagonistas en verde" de Punto Radio, además de ser miembro de la ponencia "Crece" sobre la percepción social y el estado de la ciencia en España.
Actualmente, es parodiado en el programa semanal de satírica política de TV3 Polònia, donde es el presentador del tiempo del "Polonews". El actor que lo interpreta es David Olivares. Su frase de presentación, en la parodia, es "molt bona niiiiit..." significa "muy buenas noches". Han presentado, actor e imitador, las campanadas de Fin de Año de 2007/2008 de TV3 desde la Torre Agbar.
En 2010 el grupo indie-pop Delafé y las Flores Azules le dedica la canción "Tomás Molina" en su disco "Vs Las trompetas de la muerte". En dicha canción una pareja conversa y hace un juego de palabras, mezclando el tiempo meteorológico y la magnitud física; pidiendo a don Tomás que pare el tiempo.
A día de hoy es jefe de la Unidad de Meteorología de 3Cat. Hasta el 29 de marzo de 2024 también se encargaba de elaborar y presentar El temps en el TN vespre. 
El 9 de junio de 2024 fue candidato por España en las elecciones al Parlamento Europeo. No consiguió el escaño de eurodiputado, pero en virtud del acuerdo de la coalición Ahora Repúblicas, será eurodiputado entre 2027 y 2029.

### Vida privada
Está casado con Maria Antònia Grífols desde 1991. Tienen tres hijos: Núria (30 años ), Pol (27 años) y Joan(22 años) .

## Libros publicados
Durante su larga carrera profesional ha publicado distintos libros. Hay libros de cuentos en catalán dirigidos a los más pequeños agrupados por estaciones y temáticas.
- Tu, jo i el medi ambient: respostes a les preguntes bàsiques. Editorial Pòrtic SA. Barcelona. 2001. 174 páginas.
- Contes del temps. Barcelona. La Galera. 2003. 40 páginas.
- Contes de l’univers. Barcelona. La Galera. 2004. 40 páginas.
- Contes de la Terra. Barcelona. La Galera. 2006. 40 páginas.
- Cuentos del cielo y la Tierra. Barcelona. La Galera. 2007. 40 páginas.
- El año que mi abuelo vio llover. Barcelona. Editorial Planeta.